# Kupat cholim me'uchedet
Kupat cholim me'uchedet (hebrejsky: קופת חולים מאוחדת, doslova Sjednocená nemocenská pokladna, zkráceně jen מאוחדת, Me'uchedet) je zdravotní pojišťovna v Izraeli.

## Dějiny
Vznikla roku 1974 spojením dvou dosavadních pojišťoven: Kupat cholim amamit a Kupat cholim šel ha-cijonim ha-klalim. První z nich byla založena roku 1931 pro potřeby zemědělských vesnic napojených na organizaci Hitachdut ha-ikarim, druhá vznikla roku 1936 jako satelitní organizace při politické straně Všeobecní sionisté a měla záběr orientovaný více na městskou populaci. Spojením vznikla pojišťovna, která je v současnosti třetí největší v Izraeli. Patří mezi čtyři zdravotní pojišťovny v zemi.
Má přes 1 000 000 klientů. Zaměstnává přes 3500 lékařů. Do sítě pojišťovny spadá přes 250 zdravotnických zařízení. Provozuje síť domovů pro seniory Neve amit a dva hotely (Tiberias Bali Hotel v Tiberiasu a Canaan Spa Hotel v Safedu). Předsedou správní rady a úřadujícím ředitelem je rabín Jerachmi'el Bojer, bývalý starosta města Bnej Brak.